# Георги Николов (Охрид)
 Тази статия е за революционера от Охрид.  За революционера от Белица, вижте Георги Николов (Белица).  
Георги Николов с псевдоними Дервиш, Ким билир, Давид, Дерсаадетли, Мушон, Петрински е български лекар и революционер, деец на Вътрешната македоно-одринска революционна организация.

## Биография
Николов е роден в 1868 година в Охрид, в Османската империя, днес Северна Македония. Трети клас свършва в Охрид, през 1889 година завършва с четвъртия випуск на българската гимназия в Солун, а след това и Медицински факултет в Цариград. Работи като лекар в Охрид, Битоля, Скопие, Воден и други. Член е на Битолския революционен комитет на ВМОРО. Става председател на окръжния комитет на ВМОРО в Скопие в 1904 година. В 1907 година вече като председател на околийския комитет във Воден е арестуван и осъден на доживотен затвор в Бурса.
След Младотурската революция в 1908 година е освободен, става деец на Съюза на българските конституционни клубове и е избран за делегат на неговия Учредителен конгрес от Охрид. В 1909 година на Втория конгрес на Съюза е избран за подпредседател на Бюрото на конгреса. и за представител на Битолския вилает в Съюзния съвет. През декември 1909 година, след промяната на политиката на младотурското правителство към ликвидиране на националните организации и налагане на османизма, Николов е арестуван заедно с Георги Попхристов, Александър Евтимов, Павел Христов, Аце Дорев и Милан Матов по аферата с убийството на ренегата Йово Йованович. След два месеца затвор всички са оправдани от военен съд и освободени.
Делегат е от Битоля на Първия общ събор на Българската матица в Солун от 20 до 22 април 1910 година.
Взема участие във войните за национално обединение като военен лекар и е произведен в чин санитарен подполковник. За отличия и заслуги през втория период на войната е награден с орден „За военна заслуга“. След войните става активен член на Илинденската организация.
Умира на 1 март 1939 година в Цариград. Баща е на дееца на ВМРО Крум Николов.

## Външни Препратки
- „Писмо до Тодор Александров (докладва от Цариград за отношенията между Младотурците и Тодор Паница)“, Цариград, 12 февруари 1914 година